# إيمانويل ريفاس
إيمانويل بينيتو ريفاس (بالإسبانية: Emanuel Benito Rivas)‏ الشهير باسم إيمانويل ريفاس (مواليد 17 مارس 1983 في كويلميس - الأرجنتين) لاعب كرة قدم أرجنتيني يلعب حاليا لصالح نادي الدرجة الأولى باري الإيطالي منذ 2008 في مركز الجناح الأيمن كما يجيد اللعب في مركز الجناح الأيسر .

## روابط خارجية
- إيمانويل ريفاس على موقع قاعدة بيانات كرة القدم.إي يو (الإنجليزية)
- إيمانويل ريفاس على موقع عالم كرة القدم.نت (الإنجليزية)
- إيمانويل ريفاس على موقع كووورة
- إيمانويل ريفاس على موقع AS.com (الإسبانية)